# Ergodicidad
La ergodicidad es una propiedad de algunos sistemas mecánicos que permite justificar ciertos resultados de la mecánica estadística. Un sistema es ergódico si su valor esperado (el promedio de muchos sistemas independientes realizando el experimento) es igual a su promedio a largo plazo (el promedio de un único sistema realizando el experimento repetidamente, manteniendo su estado de una muestra al siguiente), de modo que sus propiedades estadísticas promedio pueden deducirse de una única muestra aleatoria suficientemente grande del comportamiento del sistema. Esto corresponde a que el único conjunto invariante de medida no nula de la hipersuperficie de energía constante del espacio de las fases es toda la hipersuperficie de energía constante.[cita requerida]
Los sistemas ergódicos tienen el interés de que en ellos el promedio temporal de ciertas magnitudes pueden obtenerse como promedios sobre el espacio de estados lo cual simplifica las predicciones sobre los mismos.

## Definición de sistema ergódico
Un sistema ergódico se puede representar por un espacio de estados {\displaystyle {\mathcal {M}}} (al modo de un espacio fásico) y la dinámica del sistema se representa por un conjunto de aplicaciones que conservan la medida de un conjunto:

{\displaystyle g_{t}:{\mathcal {M}}\to {\mathcal {M}},\qquad \forall :A\subset X:\mu (g_{t}(A))=\mu (A)}

Que asigna a cada estado el estado futuro pasado un tiempo t. Las aplicaciones anteriores con la composición de funciones forman un semigrupo (y si están definidas las inversas un grupo uniparamétrico). Un sistema es ergódico si no existe un subconjunto propio del espacio de estados con una medida finita que sea invariante por el conjunto de aplicaciones, en otras palabras, la evolución de un conjunto de estados que ocupe un volumen finito de dicho espacio, necesariamente se expande por todo el espacio al evolucionar cada uno de sus puntos.
Más formalmente, sea {\displaystyle {\mathcal {M}}=(X,\Sigma ,\mu )\,} un espacio de medida en el que se ha definido un grupo uniparamétrico (o alternativamente semigrupo) de aplicaciones medibles. Y sea {\displaystyle A\subset X} un conjunto invariante por las aplicaciones es decir tal que:

{\displaystyle g_{t}(A)\subset A,\ \forall t}

Entonces el sistema es ergódico si y solamente si:
{\displaystyle A=X\,} o {\displaystyle \mu (A)=0\,}
Es decir, si los únicos conjuntos invariantes son o todo el espacio (trivialmente) o conjuntos de medida nula (es decir, conjuntos neglibles probabilísticamente).

## Ergodicidad y teorema ergódico de Birkhoff
En los sistemas ergódicos es válido el teorema de Birkhoff que permite sustituir promedios temporales del sistema por un promedio espacial sobre una región del espacio de las fases. El enunciado del teorema ergódico, debido a Birkhoff (1931) es el siguiente:
Sea {\displaystyle T:X\to X} una transformación que preserva la medida en un espacio de medida
{\displaystyle (X,\Sigma ,\mu )\,}. Se puede considerar el "promedio temporal" de una función f que se comporta lo suficientemente bien (más precisamente, {\displaystyle f\in L^{1}(\mu )}). Este "promedio temporal" se define como la medida sobre las iteraciones de T empezando en cierto punto x y cuando existe es:
{\displaystyle {\hat {f}}(x)=\lim _{n\rightarrow \infty }\;{\frac {1}{n}}\sum _{k=0}^{n-1}f\left(T^{k}x\right)}
Si se considera además el "promedio espacial" de f, definido como:
{\displaystyle {\bar {f}}=\int f\,d\mu }
donde μ es la medida de probabilidad del espacio: